# Fred Cohen
Frederick B. Cohen (n. 1956) este un om de știință american cunoscut ca fiind pionierul tehnologiilor de combatere a virușilor informatici.
În 1983, când era student la Școala de Inginerie (în timpul de față Școala de Inginerie din Viterbi) de pe lângă Universitatea din California de Sud, în grupa lui Leonard Adleman, a scris codul unei aplicații parazitare care prelua în mod neautorizat controlul operațiilor pe calculator, acesta fiind unul dintre primii viruși informatici creați vreodată.
Printre rezultatele studiilor sale în domeniul securității informaționale se numără demonstrația teoretică prin care ajunge la concluzia că nu poate fi creat niciun algoritm care ar detecta fără greș toți virușii posibili.
De asemenea, Cohen considera că există viruși pozitivi. A creat el însuși unul care, o dată intrat în sistemul de calcul, infecta toate fișierele executabile și, în loc să le distrugă sau altereze, le forța să consume mai puțină memorie.

## Lucrări
- 1991, Trends In Computer Virus Research Arhivat în 17 mai 2011, la Wayback Machine.
- 1991, A Case for Benevolent Viruses
- 1991, The Computer Security Encyclopedia - Computer Viruses Arhivat în 17 mai 2011, la Wayback Machine.
- 1992, A Formal Definition of Computer Worms and Some Related Results Arhivat în 17 mai 2011, la Wayback Machine.
- 1989, Models of Practical Defenses Against Computer Viruses Arhivat în 14 iunie 2011, la Wayback Machine.
- 1988, On the Implications of Computer Viruses and Methods of Defense Arhivat în 18 ianuarie 2012, la Wayback Machine.
- 1984, Computer Viruses - Theory and Experiments